# Seyitgazi (district)
Seyitgazi is een Turks district in de provincie Eskişehir en telt 17.624 inwoners (2007). Het district heeft een oppervlakte van 1516,4 km². Hoofdplaats is Seyitgazi.
De bevolkingsontwikkeling van het district is weergegeven in onderstaande tabel.
| 1997   | 2000   | 2007   |
| ------ | ------ | ------ |
| 21.596 | 21.701 | 17.624 |